# Какмозьке сільське поселення
Какмо́зьке сільське поселення — муніципальне утворення у складі Вавозького району Удмуртії, Росія. Адміністративний центр — село Какмож.
Населення становить 1441 особа (2019, 1753 у 2010, 1921 у 2002).
Голова:
- 2008–2012 — Степанов Микола Григорович

Станом на 2002 рік до складу Какмозької сільської ради входили також селища Нюрдор-Котья (пізніше утворило окреме Нюрдор-Котьїнське сільське поселення) та Южно-Какмозький (передане до складу Бризгаловського сільського поселення).
Розформоване 9 травня 2021 року законом Удмуртської Республіки за 26 квітня 2021 року № 30-РЗ через переформування муніципального району на муніципальний округ.
До складу поселення входять такі населені пункти:
| Населений пункт       | Населення, осіб (2010) | Населення, осіб (2012) |
| --------------------- | ---------------------- | ---------------------- |
| Інга, присілок        | 92                     | 41                     |
| Какмож, село          | 1519                   | 1480                   |
| Какмож-Ітчі, присілок | 67                     | 51                     |
| Листем, присілок      | 222                    | 166                    |
| Нижній Юсь, присілок  | 4                      | 2                      |
| Октябрський, присілок | 17                     | 13                     |

В поселенні діють середня школа (Какмож), дитячий садочок (Какмож «Топольок»), лікарська амбулаторія (Какмож), фельдшерсько-акушерський пункт (Листем), сільський будинок культури (Какмож), сільський клуб (Листем), 2 бібліотеки (Какмож, Листем).
Серед промислових підприємств працює ТОВ «Какможліс», ВАТ «Листемське», меблевий цех «Гневашева». Через територію поселення проходить залізниця Іжевськ-Кільмезь, на якій розташовані станція Кокмож та платформа Інга, а також Какмозька вузькоколійна залізниця, на якій розташована платформа Пасажирська.